# Gymnadeniopsis
Gymnadeniopsis é um género botânico pertencente à família das orquídeas (Orchidaceae).